# 199 Dywizja Piechoty (III Rzesza)
199 Dywizja Piechoty (niem. 199. Infanterie-Division) – niemiecka dywizja z czasów II wojny światowej, sformowana na mocy rozkazu z 1 listopada 1940 roku, w 7. fali mobilizacyjnej w Kristiansand przez I Okręg Wojskowy.

## Struktura organizacyjna
- Skład w listopadzie 1940 roku:

345., 341.  i 357. pułk piechoty, 199. pułk artylerii, 199. batalion pionierów, 463. oddział przeciwpancerny, 199. oddział łączności;
- Skład w czerwcu 1942 roku:

345. i 357. pułk piechoty, 199. pułk artylerii, 199. batalion pionierów, 199. oddział przeciwpancerny, 199. oddział łączności;
- Skład we wrześniu 1943 roku:

345. i 357. pułk grenadierów, 199. batalion pionierów, 199. oddział przeciwpancerny, 199. oddział łączności, 199. polowy batalion zapasowy;
- Skład w styczniu 1944 roku:

345. i 357. pułk grenadierów, 199. batalion pionierów, 199. batalion fizylierów, 199. oddział przeciwpancerny, 199. oddział łączności, 199. polowy batalion zapasowy;
- Skład w lutym 1945 roku:

345., 357. i 373. pułk grenadierów, 199. pułk artylerii, 199. batalion pionierów, 199. oddział przeciwpancerny, 199. oddział łączności, 199. polowy batalion zapasowy;

## Dowódcy dywizji
- gen. por. Hans von Kempski 1 XI 1940 – 1 IV 1942;
- gen. por. Wilhelm Raithel 1 IV 1942 – 1 VIII 1943;
- gen. por. Walter Wißmath 1 VIII 1943 – 20 VI 1944;
- gen. por. Helwig Luz 20 VI 1944 – 8 V 1945;